# Verrerie Hayez
Les verreries Ducret furent fondées en 1873. Rachetées en 1882 par Paul Hayez, devenu sénateur, la verrerie est reprise en 1900 par une nouvelle société Les verreries de l'Ancre réunies pour être fermée en 1908 par la société des vitres et glaces d'Aniche. Enfin, le foncier fut racheté en 1911 par la Compagnie des mines d'Aniche.

## Verreries Charles et Ernest Ducret

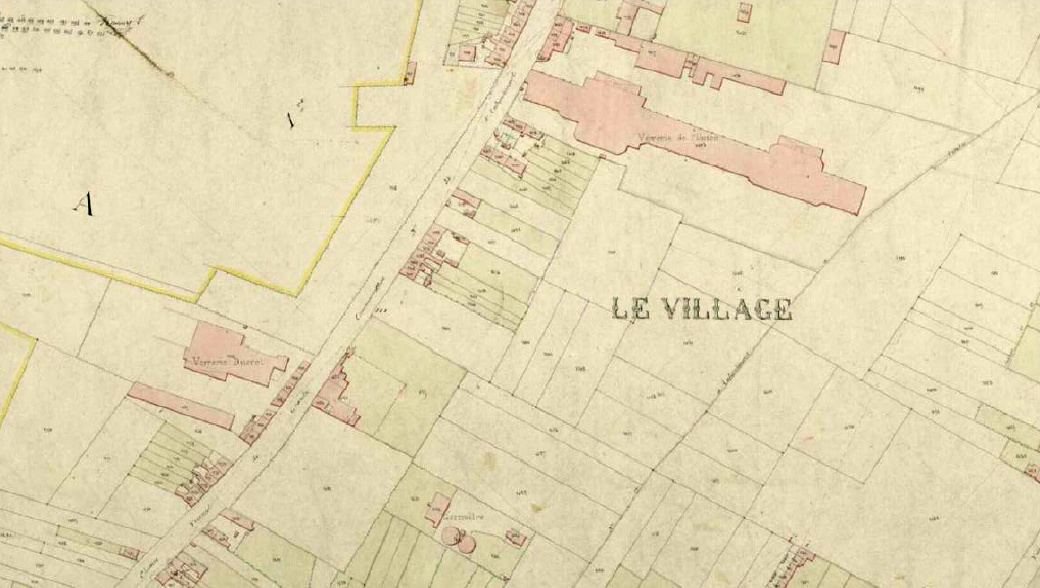
Verrerie Ducret - Verrerie de l'Union - cadastre 1876

La verrerie Ducret est fondée en février 1873 par Charles Ducret, 22 Rue d'Infroy à Douai et Ernest son fils capitaine des pompiers. Ernest décède en 1879 et la verrerie est vendue à Paul Hayez en juin 1882.

### Charles Ducret
Charles Ducret (né le 15 juillet 1809 à Faverney; décédé le 26 juin 1892 à Douai). Fils de Jean Baptiste et de Françoise Martin, il épouse le 11 novembre 1840, à Auberchicourt, Aldegonde Marguerite Joseph Buisset. 
Il entre le 27 avril 1839 à la "Verrerie d'en Haut" (à Aniche) qu'il quitte le 1er juillet 1860. Il crée alors la gobeleterie "Ducret Caton et Cie" à Auberchicourt. En 1862, il prend la direction des mines d'Azincourt qu'il quitte en 1865 pour créer, avec Constant Lemaître, la « Verrerie Ducret Lemaître et Cie » (ou « Verrerie Saint-Laurent). Il ouvre une nouvelle verrerie avec son fils Ernest, à Aniche en 1873 : la "Verrerie Ducret".
Les engagements publics de Charles Ducret : entré au conseil municipal d'Aniche en 1848, il est adjoint au maire en 1871 puis lui-même maire en 1875. Il le reste jusqu'en 1884 (avec une interruption entre 1878 et 1881). En 1873, il entre au Conseil d'arrondissement de Douai.
Il est nommé officier d'Académie en 1882 et chevalier de la Légion d'honneur en 1886. Une rue d'Aniche porte son nom.

## Verreries Paul Hayez

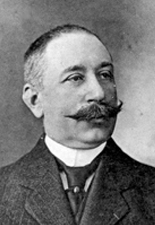
Paul Hayez

Paul Hayez sera directeur de la verrerie à l'âge de 22 ans, puis président de la chambre syndicale des maitres de verreries de France. Dès 1884, il est conseiller municipal d'Aniche, président de 1895 à 1909 de l'Harmonie municipale d'Aniche fondée en 1872, puis conseiller d'arrondissement. Il est député du Nord de 1893 à 1898, et se consacre aux questions agricoles. Il est sénateur du Nord de 1905 à 1935, au groupe de l'Union démocratique et radicale.
À l'Exposition universelle de Paris de 1889, le verre à vitres de la verrerie Paul Hayez reçoit la médaille d'or.
En cette fin de XIXe siècle, la fusion du verre se fait en continu alors qu'auparavant elle était en pot.
« M. Hayez, Paul, fabricant de verres à vitres à Aniche, a un four de 25 mètres de longueur, 5m50 de largeur et 1m60 de profondeur, qui contient 350,000 kilogr. de matières en fusion et consomme 50 tonnes de houille par 24 heures.
Afin de faciliter l'écoulement du verre et empêcher, autant que possible, les ondes de se produire, on laisse sur la sole du four une couche de verre de 0m60 à 0m80 d'épaisseur, qui ne doit jamais être agitée ni entamée, et sur laquelle glisse en quelque sorte la couche de verre dé travail, épaisse de 0m40 à 0m80. On a donné le nom de verre mort au verre de la couche inférieure.
La conduite de ces fours est délicate et les fabricants qui les emploient travaillent sans interruption; d'abord, en raison de la consommation importante de combustible, et aussi, pour éviter les difficultés qui naîtraient d'arrêts prolongés.
En raison des avantages présentés par ces fours, presque tous les grands fabricants de glaces, de verres à vitres et de bouteilles les ont adoptés, tant en France qu'à l'étranger, de sorte que le travail du dimanche dans ces industries s'est généralisé. Les fabricants qui se livrent à la production de ces articles en employant encore les anciens fours à creusets et en travaillant à la fonte, se trouvent relativement dans des conditions désavantageuses et ont, pour la plupart, renoncé à observer le dimanche par mesure d'économie.
Ce progrès, considérable au point de vue technique, est donc venu entraver d'une façon notable le repos dominical »
La verrerie Paul Hayez, à Aniche : elle a subi depuis cette époque de nombreuses et considérables transformations qui l'ont mise au courant des derniers progrès un vaste four à bassin de grande production, chauffé au gaz a été construit;des gazogènes sont situés en face de l'usine de l'autre côté du Boulevard de l'Union.
C'est le deuxième en France ; les étenderies, au nombre de sept, sont du système le plus perfectionné. Le nombre des ouvriers occupés dans les l'usine est passé de 52 en 1873 et 1882, à 300 à l'heure actuelle. La verrerie Paul Hayez produit plus 800,000 mètres carrés; elle peut atteindre plus de 1 million de mètres carrés. Il est bon de remarquer que sa situation au milieu des houillères du Nord et du Pas-de-Calais lui permet de produire à bon marché. La réputation de sa marque est faite en France et à l'étranger; elle obtint en 1889 la fourniture totale de la vitrerie de l'Exposition universelle, et le jury, lui décerna la médaille d'or, la plus haute récompense accordée. Elle est, dans ces conditions, assurée de l'écoulement de ses produits avant tous autres.

## Verreries de l'Ancre Réunies

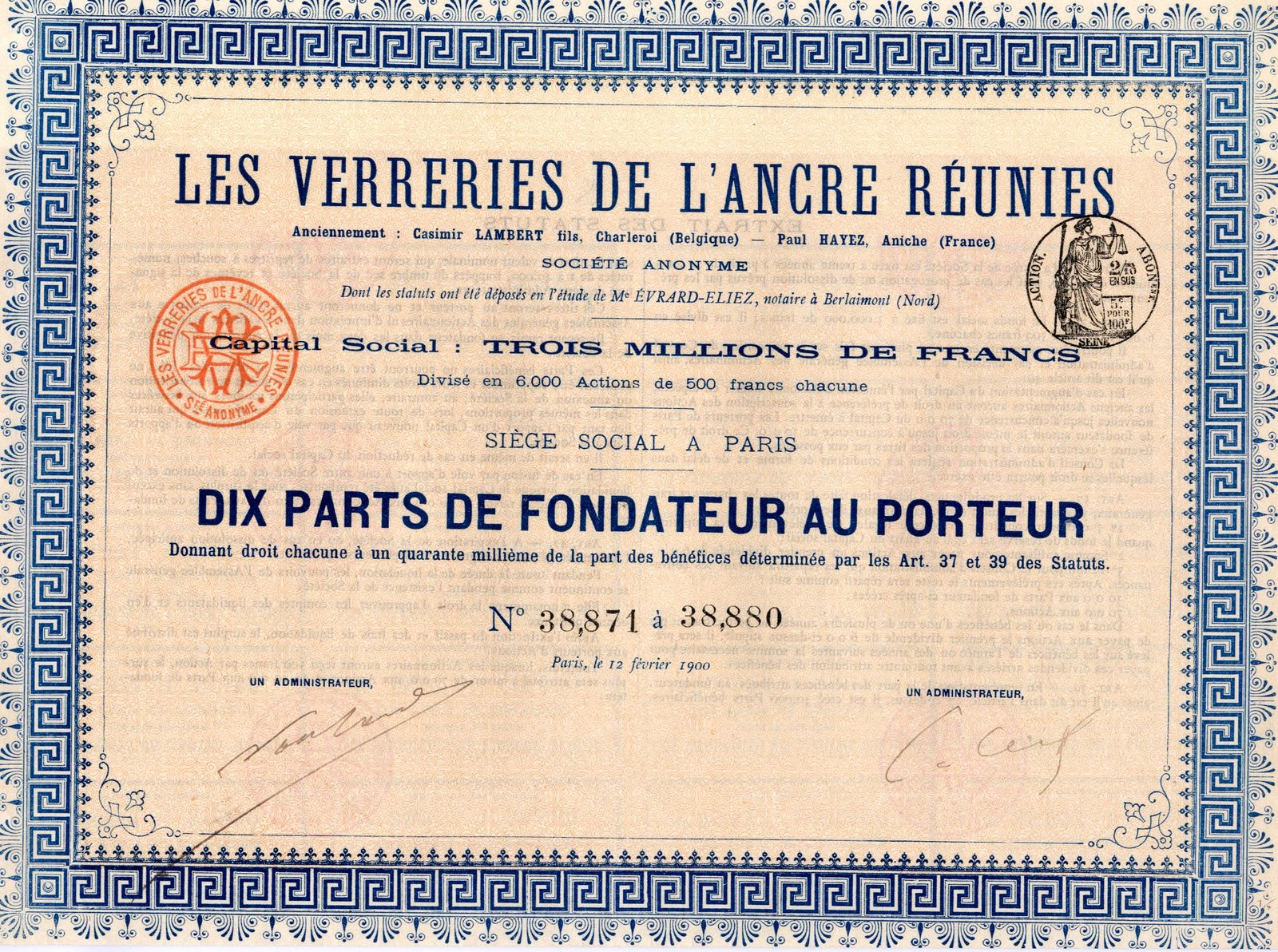
Les verreries de l'Ancre réunies

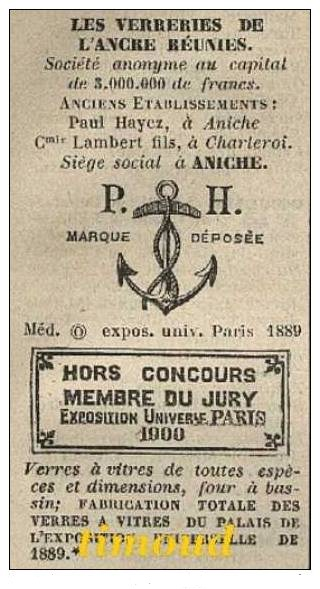
ANICHE VERRERIES DE L'ANCRE REUNIES

La Société a été constituée le 12 février 1900 au capital de 3 millions de francs divisé en 6000 actions de 500 fr.; en outre, elle a émis 2000 obligations de 600 fr. 4 1/2 remboursables à 500 fr. en trente années et produisant un intérêt de 22 fr. 50 payable le 1er mai et le 1er novembre.
Elle a pour objet la fabrication et la vente des verres à vitres et de tous autres objets en verre, et, dans ce but, l'exploitation de deux importantes usines, situées l'une en France, l'autre en Belgique, déjà avantageusement connues et qui ont donné à ce jour les meilleurs résultats.
Les deux usines ainsi groupées sont la Verrerie Paul Hayez à Aniche (Nord), et les verreries Casimir Lambert fils à Charleroi. La famille Lambert est également propriétaire du Château Mondron à Charleroi.

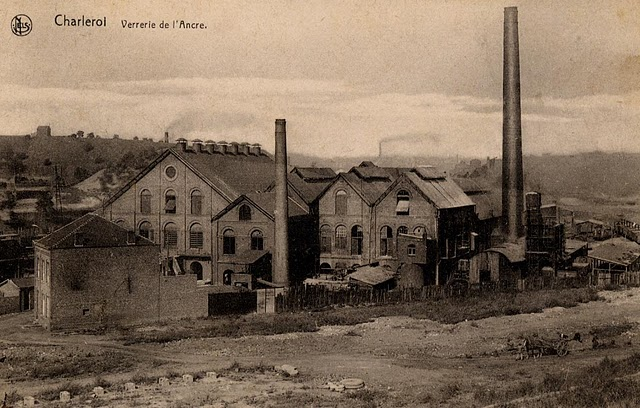
Verrerie de l'Ancre de Charleroi

Aux Verreries de l'Ancre à Charleroi, elles ont été bâties en 1872. Les fours ont été construits peu à peu avec tous les perfectionnements et constituent des installations modèles. La Verrerie de l'Ancre comporte deux fours à bassin dont un seul est en activité; pour les actionner simultanément, il suffira de construire cinq étenderies et un magasin de découpage la production sera ainsi doublée. L'usine occupe 500 ouvriers. Ajoutons que la marque de l'Ancre est une des plus recherchées parmi les marques belges et se vend à un prix supérieur à celui des marques concurrentes.

### Accident
- en juillet 1902

« C'est un incident fréquent. Les ouvriers forcés d'abandonner le travail et de perdre une partie de leur salaire, y sont résignés : cela s'appelle mettre bas.
Il est des verreries où de puissants ventilateurs préviennent les « mise-bas », et améliorent les conditions d'hygiène des halls de soufflage, mais c'est en Allemagne et aux États-Unis qu'on les rencontre.
Pourtant il est des cas où la mise-bas ne survient pas assez vite pour chasser les ouvriers des places. Le terrible coup de chaleur survient d'abord.
Le 17 juillet 1905, à la Verrerie d'En-Haut, à Aniche (Nord) un souffleur âgé de 35 ans, détache « le canon » qu'il vient de fabriquer. La chaleur est cuisante. Devant lui, la fournaise brille.
Tout à coup, il lève les deux bras, chancelle, sa canne lui échappe avec un grand bruit et il s’écroule à la renverse au pied du four.
On accourt, on le relève, on le porte au dehors. L'hémorragie cérébrale avait achevé son œuvre ; l'homme était mort.
Il avait quarante ans, cet autre Flamand robuste qui mourut, dans les mêmes circonstances, par un après-midi de juillet 1902, devant son ouvreau, à la verrerie de l'Ancre, près d'Aniche.
Tous ceux qui tombent, assommés à leur place de travail, ne meurent pas, certains restent fous, d'autres doivent abandonner leur profession parce que, remis en présence des bassins flamboyants, ils sont pris d'étourdissements et de vertiges.
Voilà ce qu'en verrerie on appelle le « coup de chaleur » »

— Léon et Maurice Bonneff,  La vie tragique des travailleurs
.

## Fermeture du site
La manufacture des glaces d'Aniche rachète en 1908 la société des verreries de l'Ancre Réunies. Le site sera en suite racheté en 1911 par la Compagnie des mines d'Aniche.

## Photothèque

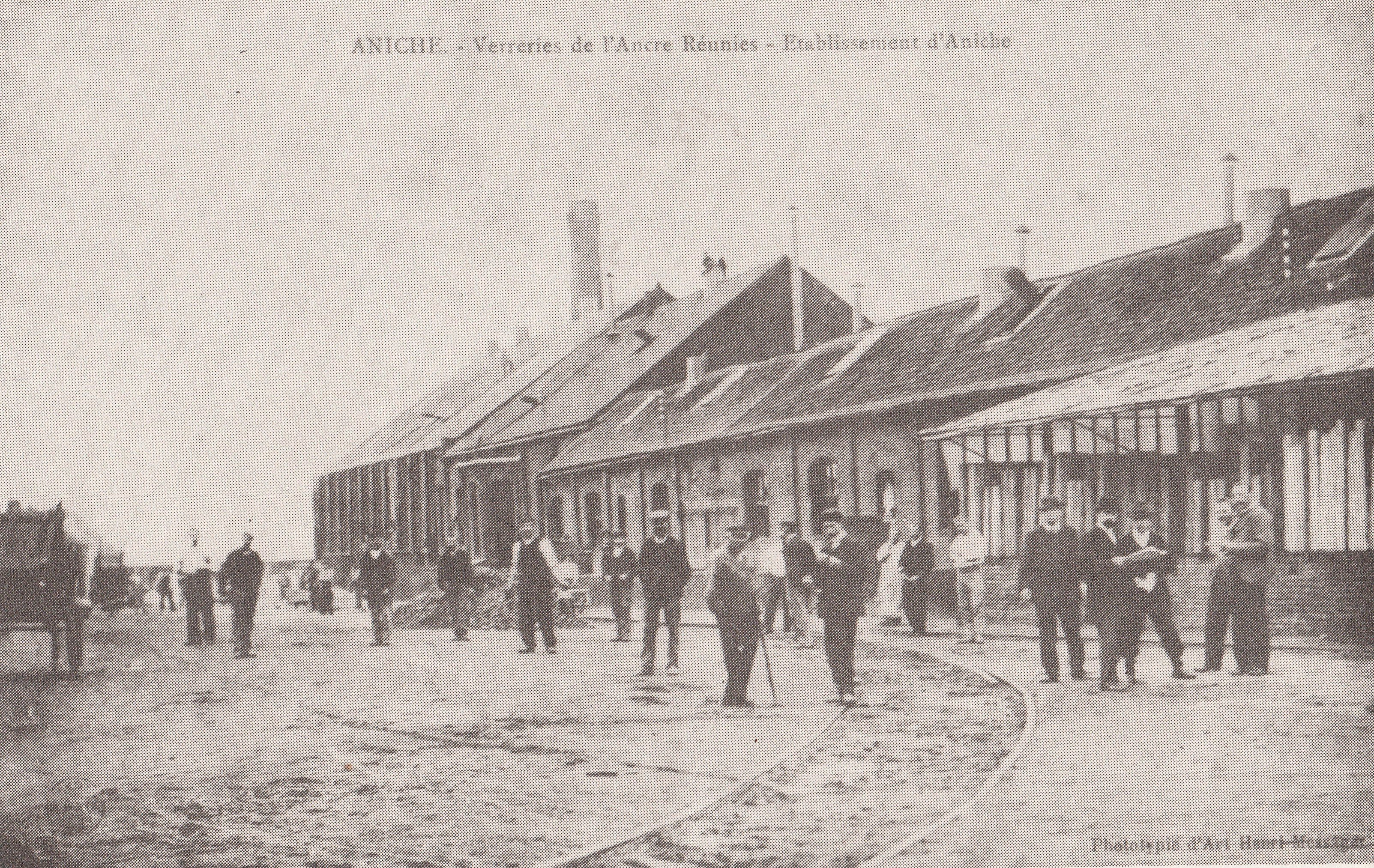
Verreries de l'ancre - établissement d'Aniche
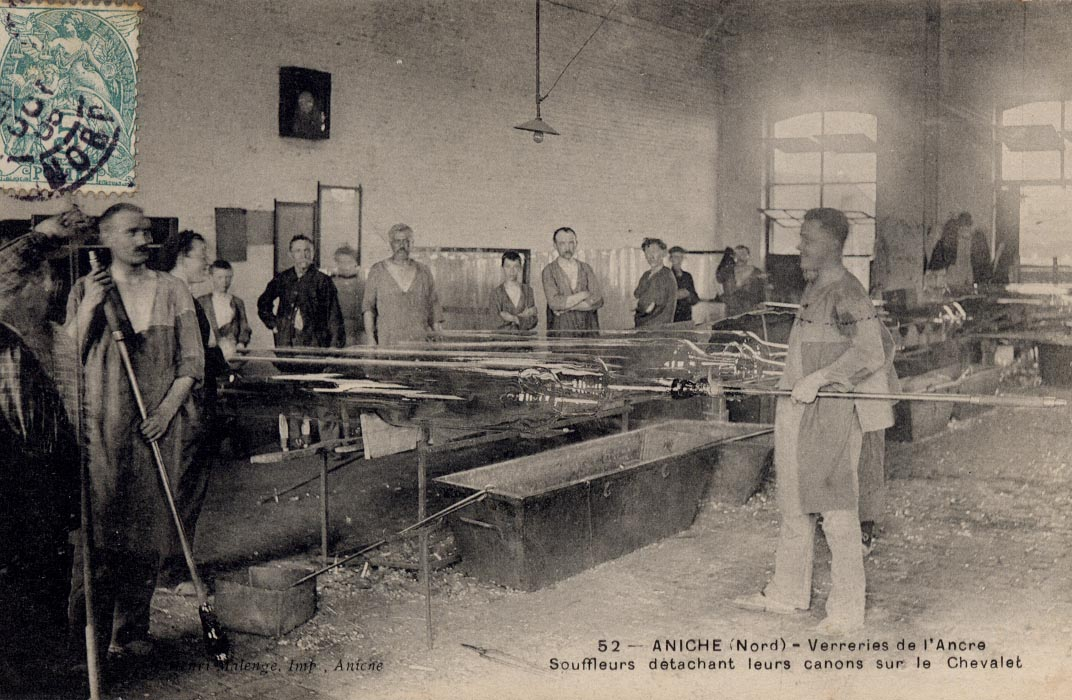
Aniche - Verreries de l'Ancre - souffleur détachant leurs canons sur le chevalet
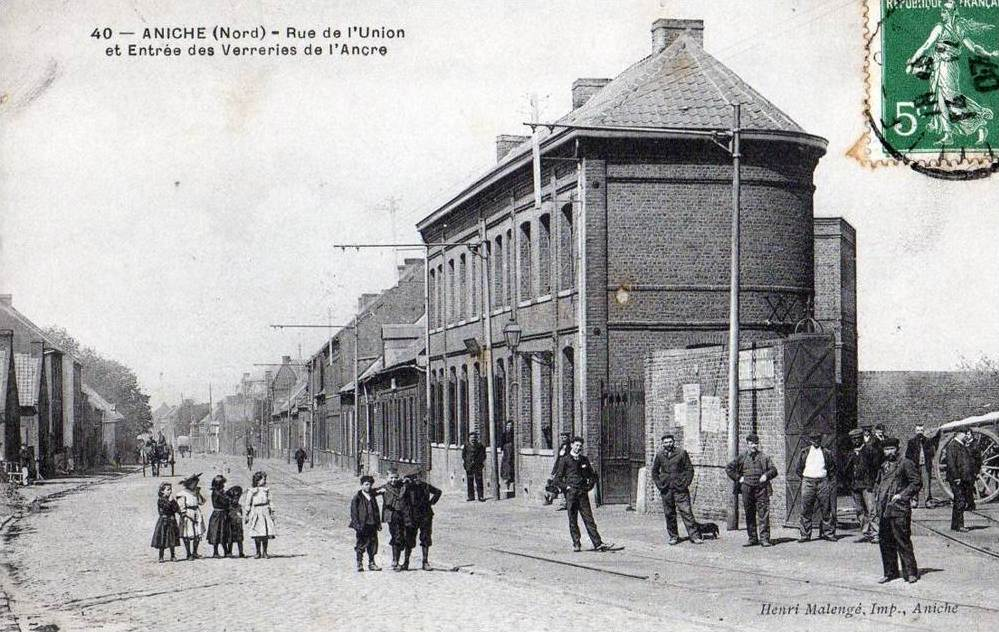
Entrée de la verrerie de l'Ancre
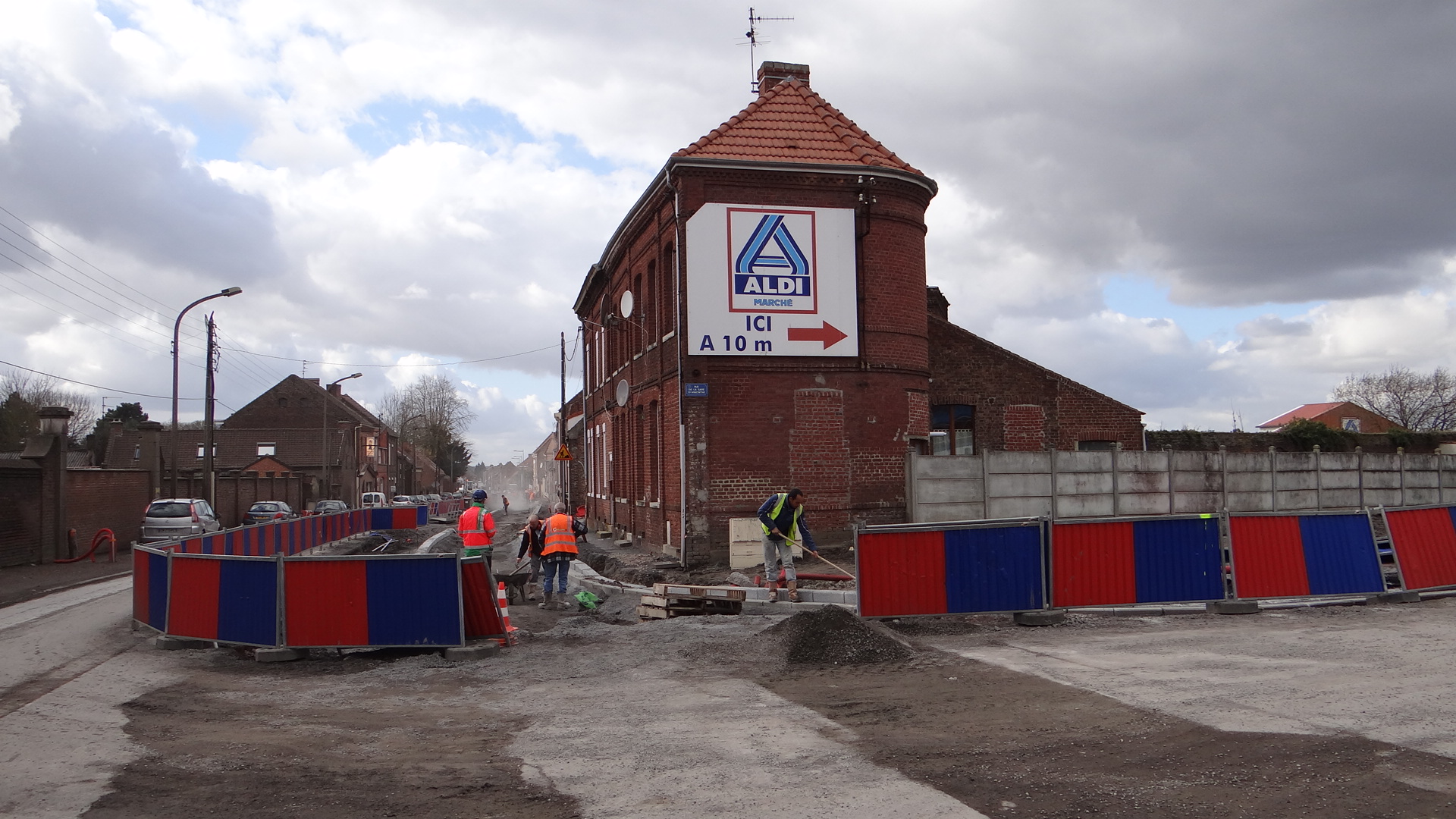
emplacement Verrerie Hayez - Vue 2015
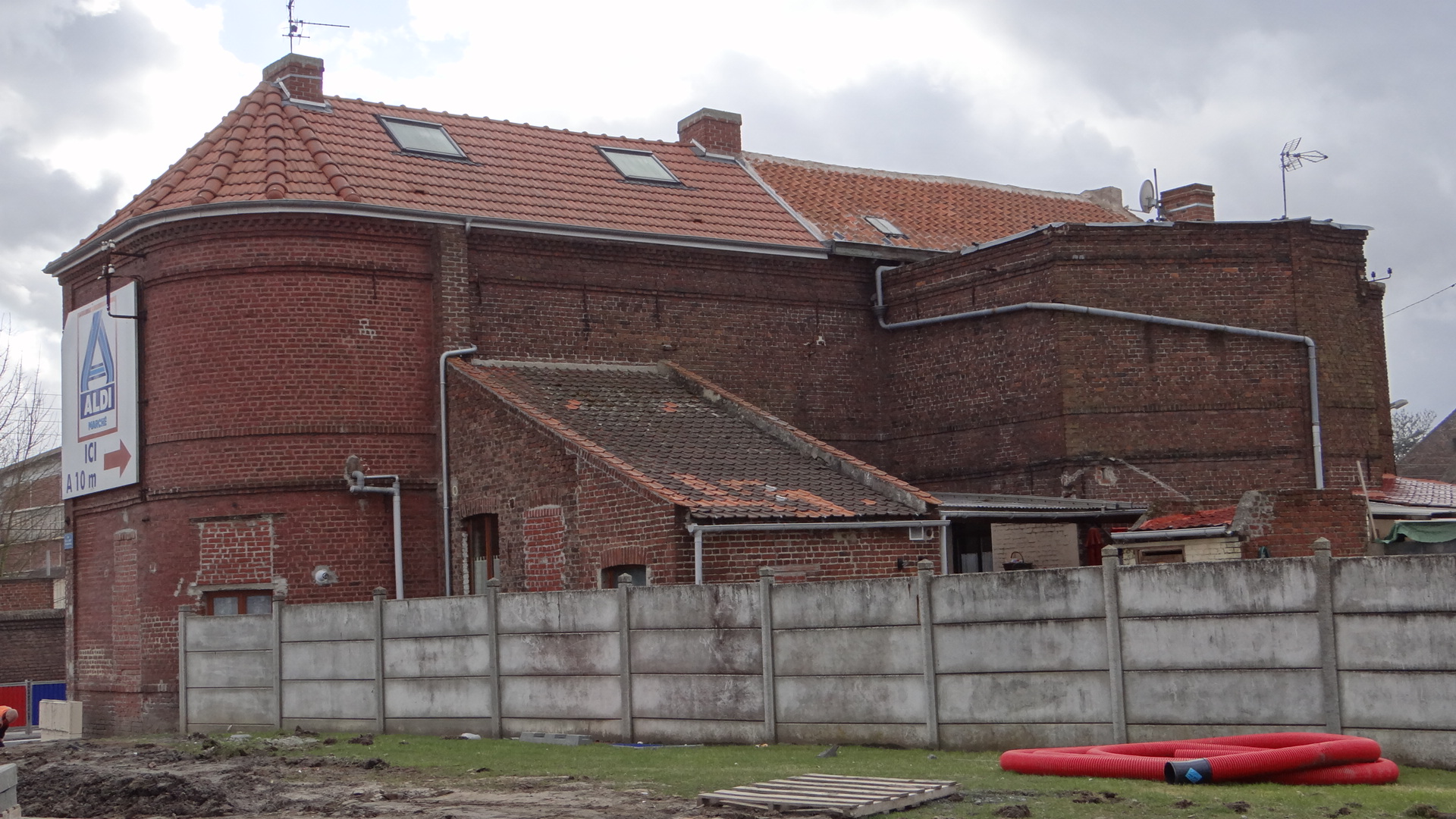
emplacement Verrerie Hayez - Vue 2015